# Ölrun

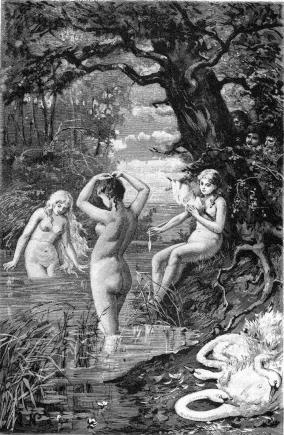
Jenny Nyström låter svanjungfrurna bada utan en fjäder på kroppen. Illustration till Sanders översättning Sämund den vises Edda, 1893.

Ölrun (fornvästnordiska Ǫlrún) är en valkyria i nordisk mytologi. Hon är omtalad i eddadikten Vǫlundarkviða, där hon sägs vara dotter till en kung Kjar (Kíarr eller Kjár‹r›) från Valland. Denne Kjar är också omnämnd i Atlakviða, sjunde strofen, varför Ölruns levnad – om hon hade varit en verklig person – skulle ha infallit vid mitten av 400-talet, då kvädets Atli – det vill säga Attila – förhärjade Europa. Ölruns make var Egil, bror till Slagfinn och Völund. I Þiðreks saga kallas han Ǫlrúnar-Egill, Ölruns Egil.

## Svanjungfru
Valkyrian Ölrun påstås också ha varit svanjungfru, vilket betyder att hon ägde en svanhamn (alptarhamr), som förvandlade henne till svan (ǫlpt, ’svanhona’) då hon tog den på sig. En dag då Ölrun tillsammans med valkyriorna Svanvit och Allvitter – kungadöttrar även de – var ute och flög över Mörkveden (Myrkvið), slog de sig ner vid stranden av en tjärn för att vila och spinna lin. Sina svanhamnar hade de tagit av sig. Tre bröder, Egil, Slagfinn och Völund, fick syn på dem vid sjöstranden och lyckades gömma undan deras hamnar. De fick därmed makt över kvinnorna, som blev deras hustrur i sju år, men en dag då männen var ute och jagade, återfann kvinnorna sina fjäderdräkter. De flög då bort och kom aldrig tillbaka.

### Svanjungfrumotivet
Att bröderna stal svanjungfrurnas fjäderhamnar utsägs inte direkt i Vǫlundarkviða, varifrån berättelsen är hämtad, men man kan utgå ifrån att så var fallet. Skälet är att vi har att göra med ett välkänt sagomotiv som förekommer över hela världen. I Aarne-Thompsons klassifikationssystem har det indexnumren AT 313, 400 och 465 A. Sagans handling ser i korthet ut så här: En man råkar få syn på en svanjungfru som tagit av sig sin hamn. Han gömmer då undan hamnen och tvingar henne att gifta sig med honom. De lever sedan som makar i flera år och får flera barn. Men till sist lyckas svanjungfrun återfinna sin fågelhamn. Då flyger hon bort och återkommer aldrig. Ibland ger sig mannen av för att söka efter henne, men oftast utan framgång. I den poetiska Eddan och i de isländska fornaldarsagorna har svanjungfrur kommit att förknippas med valkyrior, men motivet förekommer också i nordiska sägner och folksagor, även om det inte tillhör de vanligaste.

## Namnen
Namnet Ǫlrún skulle kunna betyda ’ölruna’, skriver Rudolf Simek, men han anser det likväl osannolikt att detta skulle vara den etymologiskt korrekta översättningen. Den vanligaste förklaringen, som även Svenska Akademiens ordbok med stor försiktighet ställer sig bakom, är att namnet Ölrun är samma ord som ’alruna’, vilket betyder ’spåkvinna, sierska’. ”Ordet betecknade från början en kvinna, invigd i (de högre makternas) hemligheter.” Troligen överfördes benämningen senare på växten alruna (Mandragora officinalis) ”som på grund af rotens stundom människoliknande utseende och sina narkotiska egenskaper fordom ansågs vara ett tillhåll för hemlighetsfulla väsen och besitta öfvernaturliga krafter.”
Språkforskaren Guðbrandur Vigfússon har dock framfört möjligheten att svanjungfrunamnet Ölrun skulle kunna komma från det gaeliska ordet eala, ’svan’.
Ölruns fader Kjar uppges ha varit av ”ödlingarnas ätt” (Ǫðlinga ætt). Ättens ursprung påstås ha varit Halvdan den gamle (Hálfdan gamli) och dennes hustru Alvig den kloka (Alvig hin spaka). Paret fick arton söner, av vilka de nio äldsta föll i strid utan ättlingar. De återstående nio gav dock var och en upphov till mäktiga kungaätter. Den tredje av dessa nio hette Aude (Auði) och var den förste ödlingen. Detta berättas av Snorre Sturlasson i Skáldskaparmál, kapitel 64. Han nämner också att Kjar var Audes sonson. Hela genealogin är utförligare beskriven i Hversu Noregr byggðist. Här sägs Aude ha varit en sjökonung som med brodern Budle (Buðli) lade under sig Saxland och Valland. Aude slog sig ner i Valland och var far till Frode (Fróði), som var far till Kjar, som var Ölruns fader.
Det tycks råda samstämmighet om att namnet Kjar (Kíarr eller Kjár‹r›) bäst kan härledas från latinets Caesar, som även givit upphov till titlarna kejsare och tsar. Valkyrian Ölrun har alltså varit ytterst högättad, men mer än så kan knappast sägas om hennes tänkta härstamning.